# Bolskifte
Bolskifte är en typ av indelning av produktiv jord efter så kallat boltal. Bolskifte förekom på Själland, Falster, Jylland och i Skåne. Bolskiftet trängdes dock tidigt undan i Danmark och fanns i slutet av 1600- och början av 1700-talet endast kvar i Skåne.
Bolskiftet förekommer tidigast i Skåne och nämns i Skånelagen. Även i Knut den heliges donationsbrev 1085 till Lunds domkyrka nämns hur donationen omfattar ett visst antal "bol". Jordens indelning i bol är av mycket gammalt ursprung och var en föregångare till det senare, under medeltiden tillämpade solskiftet. Det finns anledning anta att bolskiftet kan härstamma från allra äldsta tid, det vill säga från när jordbruk blev ett sätt att livnära sig och då byar bildades. Detta ägde rum under tidig järnålder.
Byn utgjorde grunden för bondens tillvaro. Dess jord var indelad i bol. Bolet har haft olika storlek i olika byar. Det har antagits att det ursprungligen varit en enhetlig beteckning för en viss jordrymd. Gårdarna låg samlade kring bygatan, och var och en innefattade en toft, motsvarande nutida tomt. Toftens storlek berodde på gårdens boltal i byn. Gårdens hus var belägna på toften. Där fanns även en kålhage och ibland en åkerlott.
Byns odlade jord var uppdelad i vångar, i vilka varje gård hade sin del. Vid fördelning av åkerjorden utgick man från boltalet. Åkerjordens uppdelning på olika vångar innebar att bönderna måste hjälpas åt vid brukningen. De samlades i grannstämma (bystämma). Helt utanför detta gemensamma jorddelningssystem låg de så kallade ornum.
Fjärdingsbol kallades fjärdedelen av ett bol.